# Jana Kaslová
Jana Kaslová, rozená Radová (* 26. srpna 1981, Plzeň) je česká advokátka, politička, členka TOP 09 a od května 2010 do srpna 2013 poslankyně Parlamentu ČR.

## Profesní kariéra
Pochází z Plzně, v době svých gymnaziálních studií pobývala i na Tchaj-wanu. Absolvovala Právnickou fakultu Západočeské univerzity v Plzni. Poté pracovala jako koncipientka a po dvou letech nastoupila do české pobočky americké advokátní kanceláře Squire Sanders and Dempsey. V roce 2009 u České advokátní komory úspěšně složila advokátní zkoušky. V současné době má přerušené dálkové studium veřejné správy na konzultačním středisku České zemědělské univerzity v Praze a zároveň pracuje v Praze jako samostatná advokátka. V roce 2009 vstoupila do politické strany TOP 09. V roce 2010 byla ve volebním kraji Praha zvolena poslankyní.

## Osobní život
Krátce po svém zvolení poslankyní se 18. června 2010 provdala za MUDr. Jana Kasla. Její manžel pracuje v plzeňské fakultní nemocnici na oddělení chirurgie a traumatologie a pochází z lékařské rodiny. Během jejího poslaneckého mandátu se jí narodily dvě děti: v listopadu 2010 syn Jakub a 19. prosince 2011 dcera Julie. Třetí dítě porodila po skončení mandátu poslankyně.